# Grateloupia turuturu
Espèce
La Grateloupe ou  Grateloupia turuturu est une espèce d'algues rouges de la famille des Halymeniaceae. Cette espèce originaire du Japon a été introduite accidentellement en Europe.

## Répartition

### Espèce introduite
Cette algue été introduite accidentellement au début des années 1970 avec des naissains d’huîtres importés du Japon. Elle s'est répandue des Pays-Bas jusqu'au Portugal. Elle est présente depuis 1982 dans l'étang de Thau.

## Écologie
La grateloupe colonise la partie supérieure de la zone intertidale, elle se fixe sur le substrat rocheux. Elle est très résistante aux variations de température et de salinité.
Une étude réalisée en 2006 en Bretagne, n'a pas mis en évidence que la Grateloupe était responsable de la disparition d'espèces locales.

### Autres projets
- (en) AlgaeBase : espèce Grateloupia turuturu Yamada 1941 (consulté le 26 juillet 2013)
- (en) NCBI : Grateloupia turuturu (taxons inclus) (consulté le 26 juillet 2013)
- (en) WoRMS : espèce Grateloupia turuturu Yamada, 1941 (consulté le 26 juillet 2013)